# Sammo Hung
Pour les articles homonymes, voir Hung.
Sammo Hung, de son vrai nom Hung Kam-bo, (洪金寶, né le 7 janvier 1952 à Hong Kong) est un artiste martial, acteur, réalisateur, chorégraphe et producteur hongkongais. Il est connu pour son travail sur de nombreux films d'arts martiaux et films d'actions hongkongais. Il a de plus chorégraphié des combats en collaboration avec entre autres Jackie Chan, King Hu ou John Woo, et a fait partie des Lucky Stars dans les années 1980 et 1990.
Hung est un des artisans de la Nouvelle Vague hongkongaise des années 1980, ayant aidé à réinventer les films de genre d'arts martiaux et à créer les fictions de type jiangshi. Il est largement crédité pour avoir aidé nombre de ses compatriotes, les faisant démarrer dans l'industrie du film hongkongaise en leur donnant des rôles dans les films qu'il a produits, ou en les embauchant dans les équipes de production.
Il est courant pour les Chinois de s'adresser à des aînés ou à des personnes influentes en utilisant un titre différent du nom officiel, marquant la familiarité et/ou le respect. Jackie Chan, par exemple, est souvent appelé « Da Goh » (Chinois : 大哥, pinyin : dà gē), que l'on peut traduire par « grand frère ». C'est aussi comme cela qu'on se réferrait à Sammo Hung, jusqu'à la réalisation du film Le Marin des Mers de Chine qui réunit les deux acteurs. Hung étant le plus âgé des « frères » du kung-fu et le premier à laisser son empreinte dans cette industrie, il lui a été attribué le nom de « Da Goh Da » (Chinois : 大哥大, pinyin : dà gē dà) pouvant signifier « grand-grand frère », ou « le plus grand grand frère »,.

## Débuts

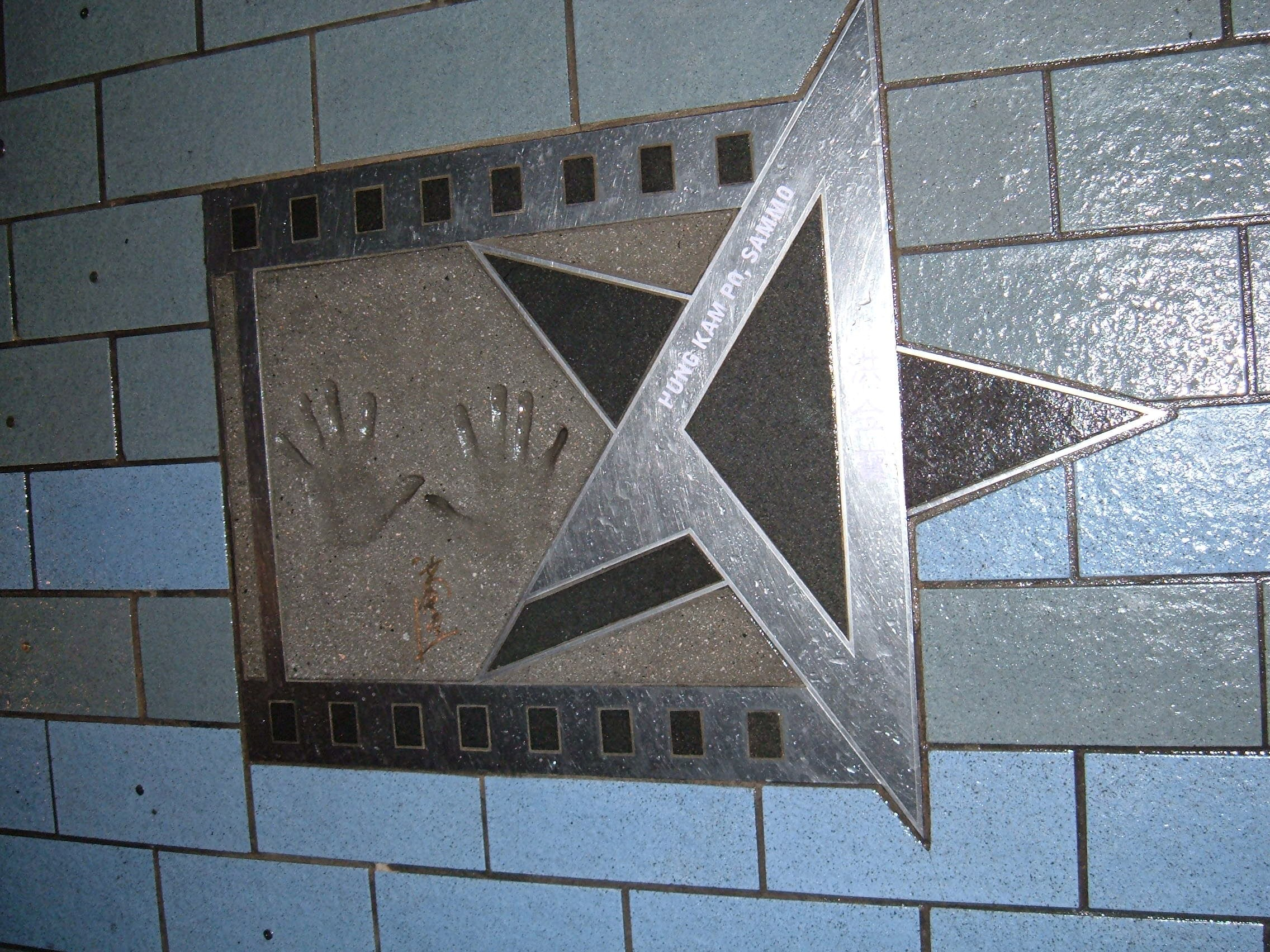
Empreintes sur l'avenue des stars à Hong Kong

Petit-fils de l'actrice de films d'arts martiaux Chin Tsi-ang, son nom de « Sammo » (parfois écrit « Samo ») vient du surnom « San-mao » (« trois cheveux ») que lui avait donné sa mère. Il étudie à l'Académie d'étude du théâtre chinois de Hong Kong avec comme compagnons Jackie Chan, Yuen Biao, Corey Yuen, Yuen Wah, Yuen Miu, Yuen Tak et Yuen Choi, membres des Seven Little Fortunes.
Blessé lors d'un entraînement, il est contraint de quitter l'école et de rester immobilisé assez longtemps. Il a été marié à Jo Yun-ok de 1973 à 1994 et a eu quatre enfants, Timmy en 1974, Jimmy en 1977, Sammy en 1979 et Stephanie en 1983. En 1995 il se marie à l'actrice chinoise Joyce Godenzi.
Il devient connu en France uniquement pour avoir interprété le rôle de Sammo Law, dans la série télévisée Le Flic de Shanghaï.
La ville d'origine des Hung est Ningbo, située au nord-est de la province du Zhejiang. Nés à Hong Kong, ses deux parents étaient stylistes pour l'industrie locale de cinéma. La garde de Sammo fut confiée à ses grands-parents : sa grand-mère, archétype de l'actrice de films d'arts martiaux était Chin Tsi-hang, et son grand-père était le réalisateur Hung Chung-ho.
Sammo Hung rejoint l'Académie d'étude du théâtre chinois à Hong Kong en 1961. Il fut inscrit pour une durée de sept ans, à partir de l'âge de neuf ans, après que ses grands-parents eurent entendu parler de l'école par des amis. L'école de théâtre était à l'époque tenue par le directeur Yu Jim-yuen. Hung adopta alors un caractère du nom de son sifu pour son pseudonyme, « Chu Yuen-lung ». Sammo Hung devint membre des Seven Little Fortunes et établira une saine compétition avec l'un des plus jeunes élèves, « Yuen Lo », après avoir martyrisé celui-ci. Par la suite, « Yuen Lo » deviendra la star internationale Jackie Chan.
À l'âge de 14 ans, Sammo Hung fut sélectionné par un professeur qui avait des relations dans l'industrie du cinéma de Hong-Kong pour réaliser des cascades dans un film. Cette brève incursion dans le monde du cinéma piqua sa curiosité et il s'intéressa alors plus particulièrement au maniement des caméras.
Il fut repéré par le grand producteur Raymond Chow qui le fit travailler au sein de sa maison Golden Harvest. Il joua divers rôles secondaires, mais se fit surtout connaître et reconnaître pour ses chorégraphies martiales, son sens du combat spectaculaire et rythmé qui le fit croiser la route de Bruce Lee, avec lequel il joua d'ailleurs dans une des scènes de combat d'Opération Dragon.
C'est avec Le Moine d'Acier (1977) qu'il put passer à la réalisation.

## Maturité
Trois films au moins feront date dans l'histoire du cinéma de kung-fu : Le Moine d'Acier (1977), Warriors Two (1978), qui bâtit une fiction autour du style Wing chun, et Prodigal Son (1981).
Son style est présenté comme combinant les héritages du kung-fu et de l'opéra chinois. Il associe également d'une façon assez imprévisible un ton comique, voire grotesque, et la violence la plus crue (pour exemple : la scène de viol dans Le Moine d'Acier).
Les combats sont parfois d'une grande virtuosité mais aussi d'une certaine inventivité, qui tranche avec le tout venant des films d'arts martiaux (voir la scène d'affrontement entre des tueurs et le garde du corps du maire dans Warriors Two).
Il cumule souvent les rôles d'acteur (principal ou secondaire), de scénariste, chorégraphe, cinéaste et producteur : homme orchestre qui souhaite par-là imprimer sa marque propre dans le cinéma de kung-fu. Sammo Hung offrira de fait, en plus de combats savamment troussés, de jolies trouvailles visuelles (le maître de Wing chun filmé en plongée en train de s'entraîner dans une forêt de bambou, ou le vilain banquier aspergé de farine, et transformé d'un coup en un acteur de théâtre dans Warriors Two).
Il tournera encore quelques films, mais participera surtout à de nombreuses productions en tant qu'acteur, co-scénariste ou chorégraphe.

## Anecdote
Contrairement à la plupart des artistes martiaux de premier plan au cinéma, Sammo Hung est d'une corpulence assez forte.

## Filmographie

### Réalisateur
| - 1977 : Le Moine d'Acier - 1978 : Warriors Two - 1978 : Enter the Fat Dragon - 1979 : Le Maître intrépide - 1980 : The Victim - 1980 : L'Exorciste chinois - 1982 : Carry on Pickpocket - 1982 : Prodigal Son - 1983 : Le Gagnant - 1984 : The Owl vs. Bumbo - 1984 : Soif de justice - 1986 : Le Flic de Hong Kong - 1986 : First Mission | - 1986 : Le Flic de Hong Kong 2 - 1986 : Shanghaï Express - 1987 : Eastern Condors - 1988 : Spooky - 1988 : Dragons Forever - 1989 : Pedicab Driver - 1990 : Panthyhose Heroes - 1991 : Slickers vs Killers - 1992 : Moon Warriors - 1993 : Blade of Fury - 1995 : Don't Give A Dam - 1997 : Mister Cool - 1997 : Il était une fois en Chine 6 : Dr Wong en Amérique - 2016 : The Bodyguard |

### Directeur des combats: 77 films
- 1970 : Brothers Five
- 1972 : Hapkido
- 1973 : L'Auberge du printemps

### Acteur
- 1961 : Education of Love
- 1962 : The Birth of Yue Fei
- 1962 : Big and Little Wong Tin Bar
- 1966 : Eighteen Darts (Part 1), The
- 1966 : Eighteen Darts (Part 2), The
- 1968 : The Bells of Death
- 1968 : Death Valley
- 1969 : The Fragrant Sword
- 1969 : Dragon Swamp
- 1969 : The Devil Warrior
- 1969 : Mad, Mad Sword
- 1969 : The Swordmates
- 1969 : The Golden Sword
- 1969 : The One-armed Magic Nun
- 1970 : The Eagle's Claw
- 1970 : Miss Judoka règle ses comptes au karaté (Wrath of the Sword)
- 1971 : Les 8 Invincibles du kung fu (The Invincible Eight)
- 1971 : Les Griffes de jade
- 1971 : The Angry River
- 1971 : The Crimson Charm
- 1971 : The Fast Sword
- 1971 : Swordsman at Large
- 1971 : A Touch of Zen
- 1971 : L'Ombre du fouet
- 1972 : Bandits from Shantung
- 1972 : The Devil's Mirror
- 1972 : La Déchaînée de Shanghai (Lady Whirlwind)
- 1972 : Dynamique Dragon contre boxeurs chinois (Hapkido)
- 1972 : Fugitive, The
- 1973 : Rendezvous of Warriors, The
- 1973 : Opération dragon
- 1973 : The Devil's Treasure
- 1973 : Le Tigre noir du karaté
- 1973 : Life for Sale
- 1974 : Bloody Ring
- 1974 : The Skyhawk
- 1974 : Manchu Boxer
- 1974 : Stoner se déchaîne à Hong Kong (en)
- 1974 : Tournament, The
- 1974 : Games Gamblers Play
- 1975 : Young Rebel, The
- 1975 : All in the Family
- 1975 : Pirates et Guerriers
- 1975 : Association, The
- 1975 : Hong Kong Superman
- 1975 : My Wacky, Wacky World
- 1975 : L'Homme de Hong Kong
- 1976 : La Légende de l'Himalaya
- 1976 : Hand of Death
- 1976 : Double Crossers, The
- 1976 : Traitorous
- 1976 : End of Wicked Tiger
- 1977 : Shaolin Plot, The
- 1977 : Le Moine d'Acier
- 1977 : Broken Oath
- 1978 : Le Jeu de la mort
- 1978 : Enter the Fat Dragon
- 1978 : Dirty Tiger, Crazy Frog
- 1978 : Warriors Two
- 1978 : Filthy Guy
- 1979 : Les Deux Frères justiciers
- 1979 : Le Maître intrépide
- 1979 : Odd Couple
- 1979 : Le Héros magnifique
- 1980 : Victim, The
- 1980 : By Hook or by Crook
- 1980 : Two Toothless Tigers
- 1981 : L'Exorciste chinois
- 1981 : Chasing Girls
- 1981 : Prodigal Son
- 1982 : Carry On Pickpocket
- 1983 : La Fureur du revenant
- 1983 : Zu, les guerriers de la montagne magique
- 1983 : Le Gagnant
- 1983 : Le Marin des mers de Chine
- 1984 : Pom Pom
- 1984 : Soif de justice
- 1984 : The Owl and Dumbo
- 1985 : Le Flic de Hong Kong
- 1985 : Those Merry Souls
- 1985 : Le Flic de Hong Kong 2
- 1985 : First Mission
- 1985 : Le Sens du devoir 2
- 1986 : Shanghaï Express
- 1986 : Where's Officer Tuba?
- 1986 : Le Flic de Hong Kong 3
- 1986 : Mariage blanc
- 1987 : Eastern Condors
- 1987 : To Err is Humane
- 1987 : Mr. Vampire et les démons de l'enfer
- 1987 : Lai Shi, China's Last Eunuch
- 1988 : Dragons Forever
- 1988 : In the Blood
- 1988 : Painted Faces
- 1989 : Eight Taels of Gold
- 1989 : Seven Warriors
- 1989 : Pedicab Driver
- 1990 : She Shoots Straight
- 1990 : Pantyhose Hero
- 1990 : L'Exorciste chinois 2
- 1990 : The Fortune Code
- 1990 : Shanghai, Shanghai (en)
- 1990 : Skinny Tiger and Fatty Dragon
- 1990 : License to Steal
- 1990 : Island of Fire
- 1991 : Le Point de non retour
- 1991 : Daddy, Father, Papa
- 1991 : Gambling Ghost
- 1991 : Tantana, The
- 1991 : My Flying Wife
- 1991 : The Banquet
- 1991 : Slickers Vs Killers
- 1992 : Ghost Punting
- 1992 : Lover's Tear
- 1993 : Blade of Fury
- 1993 : Evil Cult (The Kung Fu Cult Master)
- 1993 : Painted Skin
- 1993 : King Swindler
- 1995 : Don't Give A Damn
- 1996 : Somebody Up There Likes Me
- 1996 : How to Meet the Lucky Stars
- 1996 : Ah Kam
- 1997 : Mister Cool
- 1998 : Pale Sky, The
- 1998-2000 : Le Flic de Shanghaï (Martial Law) : Sammo Law
- 1999 : Demain à la une (Early Edition) Saison 3 épisode 22 (Martial Law) : Sammo Law (Crossover avec Le Flic de Shanghaï)[7]
- 2001 : La Légende de Zu
- 2001 : The Avenging Fist
- 2002 : Hidden Enforcers, The
- 2002 : Flying Dragon, Leaping Tiger
- 2003 : Undercover Cop
- 2003 : Diamond
- 2003 : en Suddenly in Black
- 2004 : Astonishing
- 2004 : Osaka Wrestling Restaurant
- 2004 : Le Tour du monde en quatre-vingts jours
- 2005 : Legend of the Dragon
- 2005 : Dragon Squad de Daniel Lee
- 2005 : SPL : Sha po lang
- 2008 : Fatal Move de Dennis Law
- 2008 : Wushu de Antony Szeto
- 2008 : Les Trois Royaumes : La Résurrection du Dragon de Daniel Lee Yan-kong
- 2009 : Kung Fu Chefs de Wing Kin Yip
- 2010 : Ip Man 2 de Wilson Yip
- 2010 : Ip Man : La légende est née de Herman Yau
- 2010 : La Quatorzième Lame de Daniel Lee
- 2012 : Naked Soldier de Marco Mak
- 2012 : The Last Tycoon
- 2014 : Once Upon a Time in Shanghai de Ching-Po Wong
- 2014 : Rise of the Legend
- 2015 : Kung Fu Cooking
- 2016 : The Bodyguard
- 2017 : God of War
- 2024 : City of Darkness de Soi Cheang

## Prix et récompenses
- Hong Kong Film Award de la meilleure chorégraphie d'action :
  - 1983 : Prodigal Son
  - 2009 : Ip Man
  - 2011 : Ip Man 2
  - 2018 : Paradox

- 2011 : Asian Film Awards : Meilleur acteur dans un second rôle pour Ip Man 2

## Voix françaises
| - Christophe Lemoine dans : - Le Moine d'Acier - Warriors Two - Eastern Condors | Et aussi - Raoul Delfosse dans Zu, les guerriers de la montagne magique - Gérard Boucaron dans Le Marin des mers de Chine - Marc Alfos dans Island of Fire - Jean-Pierre Rigaux dans Le Flic de Shanghaï (série télévisée) - Martin Spinhayer dans SPL : Sha po lang - Bruce Blain dans Ip Man 2 - Olivier Peissel dans Ip Man : La légende est née - Jean-François Vlérick dans Naked Soldier - Éric Bonicatto dans The Last Tycoon |